# Nassima Saifi
Nassima Saifi (pronúncia:  /nɑːˈsɪmɑː/ /saɪfiː/) (nascida em 29 de outubro de 1988) é uma atleta Paraolímpica argelina que compete principalmente na categoria F58 nas modalidades lançamento de disco e arremesso de peso. Saifi ganhou duas medalhas de ouro paraolímpicas e foi três vezes Campeã do Mundo.

## História pessoal
Saifi nasceu em Mila, Argélia, em 1988. Nascida sem deficiências, ela teve sua perna esquerda amputada após ser atingida por um carro em 1998. Seu pai, percebendo que ela precisava de algo para fazer em seu tempo livre, a incentivou a seguir carreira no atletismo. Ela então entrou para o Mila Handisport Club onde pôde treinar.

## A carreira atlética
Graças a assistência e incentivo de seu pai, Saifi fez sua estreia internacional representado a Argélia no Campeonato Mundial de Atletismo Paralímpico de 2006 em Assen. Ela disputou tanto arremesso de peso como lançamento de disco, terminando em quinto em ambos. Saifi fez sua primeira aparição em jogos Paraolímpicos de Verão nos Jogos de 2008 em Pequim. Ela disputou tanto o arremesso de peso e o lançamento de disco, terminando em décimo e quarto, respectivamente.
O primeiro grande sucesso internacional de Saifi veio no Campeonato Mundial de Atletismo Paralímpico de 2011, em Christchurch, onde ela disputou tanto o arremesso de peso e o lançamento de disco. Apesar de terminar em nono lugar no arremesso de peso, ela lançou o disco uma distância de 40.99 metros para ganhar a medalha de ouro, uma melhoria de mais de seis metros em sua melhor marca em Pequim. No ano seguinte, ela apareceu no jogos Paraolímpicos de 2012 em Londres, conquistando o ouro no lançamento de disco fazendo dela campeã unificada mundial e paraolímpica.
No Campeonato Mundial de Atletismo Paralímpico de 2013 , em Lyon, Saifi não só manteve o título no lançamento de disco como também ganhou um bronze no arremesso de peso, a sua primeira medalha na modalidade a nível mundial. O lançamento do disco foi muito disputado com Saifi batendo o recorde mundial de arremesso com 42.05 para superar a irlandesa Orla Barry. Dois anos mais tarde, em Doha, Saifi conquistou seu terceiro título mundial consecutivo em sua categoria.
Em preparação para os jogos Paraolímpicos, ela foi treinada por Hocine Saadoun durante três horas por dia, todos os dias, exceto nos fins de semana.
Saifi consolidou a sua posição como um dos maiores atletas paraolímpicos  nos jogos Paraolímpicos de Verão de 2016 no Rio de janeiro. Apesar de estar bem abaixo de seu melhor (ela ganhou com um lançamento de 33.33 metros) ela ainda foi capaz de levar a medalha de ouro, mantendo-lhe invícta em mundiais e jogos paraolímpicos desde 2011. No Rio em 2016  ela também ficou com a prata no arremesso de peso, conquistando sua primeira medalha paraolimpíada nesta modalidade.